# Joey Tribbiani
Joseph Francis Tribbiani jr. (9 januari 1968), afgekort Joey Tribbiani, is een personage uit de soapserie Friends, dat werd gespeeld door de acteur Matt LeBlanc. Dit personage komt ook voor in de Friends-spin-off Joey.

## Biografie
Joey is vanaf de eerste aflevering van Friends van de partij. Hij deelt een appartement met Chandler Bing, gespeeld door Matthew Perry. Joey krijgt zijn rol in Friends als Chandler op zoek gaat naar een nieuwe huisgenoot. Joey was eigenlijk tweede keuze voor de kamer, maar omdat de eerste gegadigde na tussenkomst van Mr. Heckles dacht dat hij toch niet door Chandler gekozen was, kreeg Joey de kamer.
Het wordt al gauw duidelijk dat Joey niet al te slim is en gek is op eten. De bekendste voedselzinnen van Joey zijn:
That's right. Cause I'm a Tribbiani! We may not be great thinkers, or world leaders. We don't read a lot or run very fast. BUT DAMN-IT WE CAN EAT! en JOEY DOESN'T SHARE FOOD!
Op relatiegebied gaat het Joey voor de wind, mede door zijn goede figuur en ten tweede omdat hij een soort jongensachtige charme heeft die bij bijna iedere vrouw effect heeft. Daarbij is zijn openingszin een van de bekendste zinnen uit welke serie dan ook: How you doin'? (met nadruk op "you"). Het resulteert in een verlegen gegiechel van de dame in kwestie. Deze tactiek lijkt zelfs te werken bij Phoebe. Hij heeft meer vriendinnen en onenightstands gehad dan Ross en Chandler bij elkaar, en staat er om bekend met vrouwen te slapen en ze vervolgens niet meer op te bellen. Versieren gaat hem zo makkelijk af dat hij niet echt weet hoe het is om door een vrouw afgewezen te worden.
Joey is, in tegenstelling tot zijn gedrag jegens vrouwen, zeer loyaal jegens zijn vrienden. Hij is eerlijk en rechtdoorzee en kan niet tegen leugens en achterbaks gedrag. Hij kon het dan ook niet verdragen dat hij de relatie van Chandler en Monica verborgen moest houden voor hun andere vrienden. 
Joey is acteur, en probeert in het begin van de serie grote rollen te krijgen. Helaas blijft het bij rollen in lokale theaters die niet echt hoge ogen gooien. Zijn recensies in de lokale kranten kraken hem steevast af. Zijn grote doorbraak komt als zijn impresario, genaamd Estelle, voor hem een kleine rol regelt in de soapserie Days of our Lives. Na met iemand van de casting te hebben geslapen krijgt hij de rol van de neurochirurg Dr. Drake Ramoray. Dit geluk blijkt maar voor kort te zijn want Joey wordt uit de serie geschreven. Later in de serie krijgt hij zijn rol weer terug.
Omdat Joey's acteursbestaan zo'n onzekere bron van inkomsten geeft, springt Chandler met zijn goedbetaalde kantoorbaan vaak financieel bij. Joey heeft dan ook een flinke schuld aan Chandler, waar deze niet moeilijk over doet. Op de momenten waarop Joey wel succes en dus geld heeft kan hij daar niet mee omgaan. Zo geeft hij tijdens zijn succes als Dr. Drake Ramoray al zijn geld al uit voor hij het überhaupt verdiend heeft, door met zijn creditcard dure kitscherige meubels te kopen. De grote witte hond is hiervan overgebleven omdat Ross deze als geste aan Joey alsnog voor hem betaalde.
Joey's beste vriend is Chandler Bing. Ze eten samen afhaalvoedsel, zijn allebei verzot op Baywatch, en spelen tot diep in de nacht tafelvoetbal ('fooseball'). De twee zijn jaren kamergenoten, totdat Chandler trouwt met Monica en ze met z'n tweetjes in het appartement van Monica aan de overkant van de gang gaan wonen. Rachel wordt zijn nieuwe kamergenoot en de twee krijgen op den duur een gevoel voor elkaar. In seizoen 9 zijn ze een stelletje, maar dit duurt niet lang. Hij is uiteindelijk de enige die zonder relatie eindigt, wat op zich gezien zijn levensstijl te verwachten is.

## Trivia
- Joey heeft 7 zussen: Veronica, Mary-Angela, Mary-Theresa, Gina, Dina, Tina en Cookie.
- Joey is van Italiaanse afkomst.
- Joey speelt de rol van Dr. Drake Ramoray in de serie Days of our Lives. In het echt speelde de vader van Jennifer Aniston, John Aniston Victor Kiriakis in dezelfde serie.
- Joey kreeg later zijn eigen spin-off reeks: Joey.

Bedenkers: Marta Kauffman · David Crane 

Friends: Rachel Green (Jennifer Aniston) · Monica Geller (Courteney Cox) · Ross Geller (David Schwimmer) · Phoebe Buffay (Lisa Kudrow) · Chandler Bing (Matthew Perry) · Joey Tribbiani (Matt LeBlanc)

Nevenpersonages: Gunther (James Michael Tyler) · Janice Litman-Goralnick (Maggie Wheeler) · Mike Hannigan (Paul Rudd) · Ben Geller (Cole Sprouse) · Jack Geller (Elliott Gould) · Judy Geller (Christina Pickles)

Titelsong: The Rembrandts - I'll Be There for You 

Spin-off: Joey (afleveringen)

Overig: Central Perk · gastrollen · afleveringen